# Fußball-Club Energie Cottbus 1994-1995
Questa voce raccoglie le informazioni riguardanti il Fußball-Club Energie Cottbus nelle competizioni ufficiali della stagione 1994-1995.

## Stagione
Nella stagione 1994-1995 l'Energie Cottbus, allenato da Eduard Geyer, concluse il campionato di Regionalliga nordest al 7º posto.

## Rosa
| N. |                     | Ruolo | Calciatore       |
| -- | ------------------- | ----- | ---------------- |
| 6  | Germania (bandiera) | C     | Detlef Irrgang   |
| 14 | Germania (bandiera) | C     | Jörg Woltmann    |
| 20 | Germania (bandiera) | C     | Holger Fraedrich |
| 28 | Germania (bandiera) | A     | Sven Kubis       |
|    | Bulgaria (bandiera) | P     | Antonio Ananiev  |
|    | Germania (bandiera) | P     | Holger Hünsche   |
|    | Germania (bandiera) | D     | Sven Benken      |
|    | Germania (bandiera) | D     | Maik Pohland     |
|    | Germania (bandiera) | C     | Dietmar Drabow   |
|    | Germania (bandiera) | C     | Holger Fandrich  |

| N. |                                 | Ruolo | Calciatore          |
| -- | ------------------------------- | ----- | ------------------- |
|    | Bosnia ed Erzegovina (bandiera) | C     | Adnan Fočič         |
|    | Germania (bandiera)             | C     | Lars Mebus          |
|    | Germania (bandiera)             | C     | Heiko Petrick       |
|    | Germania (bandiera)             | C     | Dirk Rettig         |
|    | Germania (bandiera)             | C     | Ingolf Schneider    |
|    | Germania (bandiera)             | C     | Olaf Schnürer       |
|    | Germania (bandiera)             | A     | Olaf Besser         |
|    | Germania (bandiera)             | A     | Toralf Konetzke     |
|    | Germania (bandiera)             | A     | Volkmar Kuhlee      |
|    | Germania (bandiera)             | A     | Matthias Zimmerling |

## Organigramma societario
Area tecnica
- Allenatore: Eduard Geyer
- Allenatore in seconda: Hagen Reeck
- Preparatore dei portieri:
- Preparatori atletici:
- Analisi video:

## Calciomercato

### Sessione estiva
| Acquisti | Acquisti            | Acquisti                     | Acquisti |
| R.       | Nome                | da                           | Modalità |
| -------- | ------------------- | ---------------------------- | -------- |
| A        | Matthias Zimmerling | Union Berlino                |          |
| C        | Dietmar Drabow      | Türkiyemspor Berlino         |          |
| P        | Antonio Ananiev     | Slavia Sofia                 |          |
| D        | Sven Benken         | Glückauf Brieske-Senftenberg |          |
| C        | Olaf Schnürer       | FC Schwedt 02                |          |

| Cessioni | Cessioni      | Cessioni           | Cessioni |
| R.       | Nome          | a                  | Modalità |
| -------- | ------------- | ------------------ | -------- |
| D        | Uwe Woyde     | Spandauer          |          |
| A        | Petrik Sander | Energie Cottbus II |          |

## Risultati

### Regionalliga

#### Girone di andata
| Arbitro: | Ziller |

|                  |           |                              |
| Irrgang 57’, 75’ | Marcatori | 20’, 42’ Kaehlitz 61’ Pastor |

| Arbitro: | Eßbach |

|            |           |                            |
| Güldüm 49’ | Marcatori | 26’ Fraedrich 32’ Konetzke |

| Arbitro: | Junghof |

|           |           |         |
| Kubis 75’ | Marcatori | 83’ Isa |

| Arbitro: | Richter |

|                  |           |                        |
| Jesse 26’ (rig.) | Marcatori | 59’ Irrgang 78’ Besser |

| Arbitro: | Wagner |

|                              |           |                    |
| Irrgang 6’ Drabow 70’ (rig.) | Marcatori | 15’, 29’ Wiedemann |

| Arbitro: | Lehmann |

|            |           |                       |
| Zöphel 23’ | Marcatori | 44’, 51’, 58’ Irrgang |

| Arbitro: | Koop |

|                         |           |                          |
| Kahraman 18’ Herbst 36’ | Marcatori | 42’ Irrgang 63’ Woltmann |

| Arbitro: | Haack |

|  |           |           |
|  | Marcatori | 59’ Weber |

| Berlino 9 ottobre 1994, ore 14:00 CET 9ª giornata | Union Berlino | 0 – 0 referto | Energie Cottbus | Stadio An der Alten Försterei (2 010 spett.)\| Arbitro: \| Weber \| |
| Arbitro:                                          | Weber         |               |                 |                                                                     |

| Arbitro: | Weise |

|  |           |                |
|  | Marcatori | 64’, 73’ Kunze |

| Arbitro: | Haupt |

|                          |           |                                                              |
| Gimro 9’ Ehlert 37’, 71’ | Marcatori | 24’ Besser 35’ (aut.) Oberschmidt 47’ Irrgang 65’ Zimmerling |

| Arbitro: | Blumenstein |

|                     |           |  |
| Zimmerling 47’, 66’ | Marcatori |  |

| Arbitro: | Keßler |

|                        |           |                           |
| Klenge 67’ Culafic 90’ | Marcatori | 16’ Fraedrich 80’ Irrgang |

| Arbitro: | Eßbach |

|                |           |                       |
| Zimmerling 26’ | Marcatori | 25’ Adler 40’ Rusayev |

| Arbitro: | Müller |

|  |           |               |
|  | Marcatori | 52’ Fraedrich |

| Arbitro: | Haupt |

|  |           |                            |
|  | Marcatori | 7’, 73’ Klee 40’ Nickeleit |

| Arbitro: | Augar |

|                                 |           |                                               |
| Hebestreit 9’ Wehrmann 17’, 33’ | Marcatori | 39’ Woltmann 56’ Besser 66’ (rig.) Zimmerling |

#### Girone di ritorno
| Berlino 5 febbraio 1995, ore 13:30 CET 18ª giornata | Hertha Zehlendorf | 0 – 0 referto | Energie Cottbus | Ernst-Reuter-Sportfeld (251 spett.)\| Arbitro: \| Junghof \| |
| Arbitro:                                            | Junghof           |               |                 |                                                              |

| Arbitro: | Keßler |

|                                          |           |  |
| Irrgang 38’, 40’ Kuhlee 50’ Konetzke 69’ | Marcatori |  |

| Arbitro: | Weise |

|  |           |                     |
|  | Marcatori | 22’, 58’ Zimmerling |

| Arbitro: | Wendorf |

|                          |           |  |
| Zimmerling 43’, 52’, 75’ | Marcatori |  |

| Arbitro: | Richter |

|  |           |                            |
|  | Marcatori | 23’ Irrgang 57’ Zimmerling |

| Arbitro: | Sather |

|                |           |             |
| Zimmerling 25’ | Marcatori | 42’ Steffen |

| Arbitro: | Eßbach |

|                                                 |           |  |
| Zimmerling 15’, 81’ Irrgang 39’, 64’ Besser 58’ | Marcatori |  |

| Jena 31 marzo 1995, ore 19:00 CEST 25ª giornata | Carl Zeiss Jena | 0 – 0 referto | Energie Cottbus | Ernst-Abbe-Sportfeld (2 251 spett.)\| Arbitro: \| Bley \| |
| Arbitro:                                        | Bley            |               |                 |                                                           |

| Arbitro: | Habermann |

|             |           |             |
| Irrgang 76’ | Marcatori | 6’ Barbarez |

| Arbitro: | Toschek |

|                                |           |                      |
| Schneider 45’ (aut.) Lucic 63’ | Marcatori | 6’ Rettig 53’ Benken |

| Cottbus 22 aprile 1995, ore 14:00 CEST 28ª giornata | Energie Cottbus | 0 – 0 referto | Optik Rathenow | Stadion der Freundschaft (1 110 spett.)\| Arbitro: \| Sax \| |
| Arbitro:                                            | Sax             |               |                |                                                              |

| Arbitro: | Richter |

|               |           |           |
| Gottlöber 69’ | Marcatori | 4’ Benken |

| Arbitro: | Augar |

|             |           |          |
| Irrgang 70’ | Marcatori | 35’ Rath |

| Arbitro: | Kiefer |

|                        |           |  |
| Henschel 58’ Adler 70’ | Marcatori |  |

| Arbitro: | Görges |

|  |           |                |
|  | Marcatori | 27’ Kretschmer |

| Arbitro: | Habermann |

|                                    |           |           |
| Klee 60’ Nickeleit 74’ Leitzke 83’ | Marcatori | 52’ Kubis |

| Arbitro: | Bley |

|                                          |           |                     |
| Konetzke 6’, 30’ Kubis 69’ Fraedrich 88’ | Marcatori | 81’ (rig.) Wehrmann |

## Statistiche

### Statistiche di squadra
| Competizione         | Punti | In casa | In casa | In casa | In casa | In casa | In casa | In trasferta | In trasferta | In trasferta | In trasferta | In trasferta | In trasferta | Totale | Totale | Totale | Totale | Totale | Totale | DR  |
| Competizione         | Punti | G       | V       | N       | P       | Gf      | Gs      | G            | V            | N            | P            | Gf           | Gs           | G      | V      | N      | P      | Gf     | Gs     | DR  |
| -------------------- | ----- | ------- | ------- | ------- | ------- | ------- | ------- | ------------ | ------------ | ------------ | ------------ | ------------ | ------------ | ------ | ------ | ------ | ------ | ------ | ------ | --- |
| Regionalliga nordest | 50    | 17      | 5       | 6       | 6       | 27      | 19      | 17           | 7            | 8            | 2            | 27           | 21           | 34     | 12     | 14     | 8      | 54     | 40     | +14 |
| Totale               | 50    | 17      | 5       | 6       | 6       | 27      | 19      | 17           | 7            | 8            | 2            | 27           | 21           | 34     | 12     | 14     | 8      | 54     | 40     | +14 |

### Andamento in campionato
| Giornata  | 1  | 2 | 3 | 4 | 5 | 6 | 7 | 8 | 9 | 10 | 11 | 12 | 13 | 14 | 15 | 16 | 17 | 18 | 19 | 20 | 21 | 22 | 23 | 24 | 25 | 26 | 27 | 28 | 29 | 30 | 31 | 32 | 33 | 34 |
| --------- | -- | - | - | - | - | - | - | - | - | -- | -- | -- | -- | -- | -- | -- | -- | -- | -- | -- | -- | -- | -- | -- | -- | -- | -- | -- | -- | -- | -- | -- | -- | -- |
| Luogo     | C  | T | C | T | C | T | T | C | T | C  | T  | C  | T  | C  | T  | C  | T  | T  | C  | T  | C  | T  | C  | C  | T  | C  | T  | C  | T  | C  | T  | C  | T  | C  |
| Risultato | P  | V | N | V | N | V | N | P | N | P  | V  | V  | N  | P  | V  | P  | N  | N  | V  | V  | V  | V  | N  | V  | N  | N  | N  | N  | N  | N  | P  | P  | P  | V  |
| Posizione | 16 | 6 | 9 | 7 | 7 | 5 | 5 | 7 | 7 | 12 | 12 | 8  | 7  | 9  | 8  | 9  | 10 | 10 | 8  | 7  | 6  | 5  | 5  | 4  | 5  | 5  | 5  | 6  | 6  | 6  | 6  | 7  | 7  | 7  |

Legenda:

Luogo: C = Casa; T = Trasferta. Risultato: V = Vittoria; N = Pareggio; P = Sconfitta.

### Statistiche dei giocatori
| A. Ananiev    | 28 | 0  | 0  | 0 |
| S. Benken     | 34 | 2  | 6  | 1 |
| O. Besser     | 33 | 4  | 3  | 0 |
| D. Drabow     | 24 | 1  | 3  | 1 |
| H. Fandrich   | 25 | 0  | 6  | 0 |
| A. Fočič      | 20 | 0  | 4  | 3 |
| H. Fraedrich  | 29 | 4  | 6  | 0 |
| H. Hünsche    | 6  | 0  | 0  | 0 |
| D. Irrgang    | 34 | 17 | 9  | 1 |
| T. Konetzke   | 32 | 4  | 4  | 0 |
| S. Kubis      | 11 | 3  | 2  | 0 |
| V. Kuhlee     | 24 | 1  | 0  | 0 |
| L. Mebus      | 11 | 0  | 1  | 0 |
| H. Petrick    | 5  | 0  | 0  | 0 |
| M. Pohland    | 7  | 0  | 2  | 1 |
| D. Rettig     | 23 | 1  | 4  | 2 |
| I. Schneider  | 30 | 0  | 12 | 2 |
| O. Schnürer   | 1  | 0  | 0  | 0 |
| J. Woltmann   | 31 | 2  | 1  | 2 |
| U. Woyde      | 5  | 0  | 0  | 0 |
| M. Zimmerling | 24 | 14 | 3  | 0 |